# Revizionismus
Revizionismus (z fr. révision, revize, prověření) je soustavné úsilí o přehodnocení, změny případně úpravy daného (stávajícího) stavu, ideologie nebo většinového názoru, a to ve společensky významné věci.
Pojem „revizionismus“ má několik významů:
- společensky významný pokus o nový pohled na (nedávné) dějiny, někdy i s politickým záměrem
- soustavnou snahu o změnu většinového názoru, „hlavního proudu“, i v jiných vědách.
- v komunistickém režimu a straně: pejorativní označení „odštěpenců“, kteří chtěli revidovat základy leninské ideologie

## Původ slova
Základ slova je z pozdně latinského revisio, z předpony re- „znovu“ a viso „pozorovat, zkoumat“. Odvozené slovo revizionistický se objevuje ve Francii v debatě nad revizí ústavy od poloviny 19. století.  V tomto významu je doložen k roku 1897 i termín revizionismus jako postoj těch, co žádají změny ústavy. V odvozeném významu postoji těch, co zpochybňují a chtějí revidovat základy doktríny, je poprvé doloženo ve francouzském časopise Le Mouvement socialist k roku 1903. Začalo se pak používat jako pejorativní označení sociálně demokratických snah v marxismu („oportunismus“), zejména pro opuštění tezí o třídním boji a proletářské revoluci. Ve smyslu snah o revizi historie se poprvé vyskytuje 1934 v souvislosti s diskusí o příčinách první světové války.

## Pojem marxistické terminologie
V  diskurzu komunistických režimů je „revizionista“ pojímán jako hanlivý výraz a byl používán pro ty, kteří mají snahu revidovat myšlenky marxismu-leninismu, či pro ty, kteří usilují o dosažení změn vedoucích k socialismu pozvolnou cestou respektováním zákonů, což je v rozporu s revolučním pojetím těchto změn, hlásaných oficiální komunistickou ideologií (podobně oportunismus, reformismus). Termín je již obvykle vnímán jako neutrální, ovšem ze strany marxistů-leninistů byl a je používán jako pejorativní označení pro ty, kteří se z jejich perspektivy odchýlili od učení „klasiků“ a od jeho závazných výkladů.
Podmínky Leninova a Stalinova režimu v SSSR neumožňovaly, aby se revizionismus rozvíjel v socialistických zemích, proto v období před léty 1953/1956 jsou za revizionisty označováni zpravidla jen západní autoři jako Eduard Bernstein, Karl Kautsky a jiní. Po 20. sjezdu KSSS se objevily generace revizionistů i v zemích východního bloku. Jsou k němu např. řazeni György Lukács, Leszek Kołakowski a jiní, v bývalém Československu zvláště Karel Kosík, Ivan Sviták, Milan Machovec a mnozí další. S rozpadem sovětského impéria v letech 1989–1991 se pojem revizionismu v tomto použití stává historickým.

## Historický revizionismus
Historický revizionismus je soustavná snaha historiografů o nové hodnocení (zpravidla nedávných) dějin, a to s politickým významem. Může být založena na nálezu nových, dosud neznámých pramenů, anebo na nové interpretaci pramenů již známých.